# Домашній чемпіонат Великої Британії 1885
Домашній чемпіонат Великої Британії 1885 — другий розіграш футбольного турніру за участю чотирьох збірних Великої Британії. Як і в попередньому році, переможцем стала збірна Шотландії, яка домінувала протягом усього змагання.
Збірна Англії успішно розпочала чемпіонат, розгромивши Ірландію, але потім двічі зіграла внічию з Уельсом та Шотландією, посівши в результаті лише друге місце в таблиці. Крім нічиїх з англійцями, шотландці здобули вражаючі перемоги з рахунком 8:2 та 8:1 над Ірландією та Уельсом, що гарантувало їм чемпіонський титул. У заключному матчі турніру між цими збірними було зафіксовано ще один великий рахунок — валлійці перемогли, забивши ірландцям вісім м'ячів. Збірна Ірландії зрештою посіла четверте місце в таблиці, пропустивши в трьох матчах 20 голів.

## Таблиця
| Поз | Команда       | І | В | Н | П | ГЗ | ГП | РГ  | О |  |
| --- | ------------- | - | - | - | - | -- | -- | --- | - |  |
| 1   | Шотландія (C) | 3 | 2 | 1 | 0 | 17 | 4  | +13 | 5 |  |
| 2   | Англія        | 3 | 1 | 2 | 0 | 6  | 2  | +4  | 4 |  |
| 3   | Уельс         | 3 | 1 | 1 | 1 | 10 | 11 | −1  | 3 |  |
| 4   | Ірландія      | 3 | 0 | 0 | 3 | 4  | 20 | −16 | 0 |  |